# Korsnäs kyrka
Korsnäs kyrka ligger i  Korsnäs i Österbotten. Den används av Korsnäs församling.

## Tidigare kyrkor
Kyrklig verksamhet har funnits i Korsnäs sedan medeltiden. På församlingens stämpel står årtalet 1442, det år då Korsnäs första gången nämns i en urkund.
Möjligen har Korsnäs avskilts i slutet av 1400-talet som kapell under Närpes. Dateringen stöder sig på kyrkliga föremål och arkeologiska fynd. Korsnäs blev en egen församling 1891.
Det första kapellet eller bönehuset vet man väldigt litet om. Några helgonbilder från det finns i Nationalmuseum i Helsingfors och i Österbottens museum i Vasa. 
På 1660-talet byggdes en kapellkyrka, som fanns kvar till mitten av 1800-talet.

## Den nuvarande kyrkan
Den nuvarande kyrkan, den tredje i ordningen på orten, är byggd år 1831 i nyklassisk stil. Korskyrkan av trä är ritad av Carl Ludvig Engel och byggdes under ledning av Heikki Kuorikoski. Den är ljus och rymlig och har harmoniska proportioner. 
Altarets placering avviker från det vanliga. Det finns nästan mitt i kyrkan och altartavlan går runt det inre hörnet. 
Från 1600-talskyrkan finns det en hel del synliga minnen i den nuvarande kyrkan, t.ex. delarna från läktar- och altarskranket som är upphängda på kyrkväggarna. I sakristian förvaras resterna av predikstolen och en dörr från den kyrkan. De ståtligaste takkronorna och lampetterna, liksom nattvardskärlen, skaffades på 1750-talet till den kyrkan.

## Klockstapeln
Klockstapeln är från år 1747, men fick sitt nuvarande nyklassiska utseende omkring år 1860.